# Barsalogho
Barsalogho là một tổng thuộc  tỉnh Sanmatenga ở miền trung Burkina Faso. Dân số năm 2006 là 77.742 người. Thủ phủ là thị xã Barsalogho.

## Các thị xã và làng xã
Bangmiougou, Bangrin, Basma, Biguelle, Bolle, Boulsbaongo, Darkoa, Foubé, Gabou, Goenega, Guiendbila, Kamsé, Kamsé-Peulh, Kassaye, Kogoyendé, Kondibito, Kondibito-Peulh, Korko-Mossi, Korko-Peulh, Madou, Nagraogo, Nagraogo-Foulcé, Nakombogo, Nongo, Nongo-Peulh, Sanba, Sanba-Peulh, Sidiga, Sidogo, Somyalka, Soudougou, Tamasssogo, Tanghin, Tankienga, Tatoukou, Toecé, Toekedogo, Toyendé, Yantega, Yirougou, Zimsa e Zongo.